# Place d'Acadie
Ne doit pas être confondu avec Place de l'Acadie.
La place d'Acadie est une place du 6e arrondissement de Paris. 

## Origine du nom
La place doit son nom à l'ancien territoire français d'Acadie que la France possédait à l'époque de la Nouvelle-France. Cette région historique est située dans le sud-est du Canada.
Aujourd'hui, l'Acadie recouvre les Provinces maritimes du Canada et désigne l'espace où vivent les Acadiens francophones.
L'Acadie est représentée au sein de la francophonie par l'intermédiaire de la province du Nouveau-Brunswick, membre de cette communauté francophone internationale.

Création du drapeau acadien en 1884.

Cette inauguration permet de célébrer le centenaire de la création du drapeau de l'Acadie en 1884 lors de la deuxième Convention nationale acadienne.
C'était également le 380e anniversaire de la fondation du premier établissement français en Acadie en 1604.
La place d'Acadie est située à une centaine de mètres seulement d'une autre place parisienne célébrant la présence de la francophonie nord-américaine, la place du Québec.

## Historique
Emplacement, de 1275 à 1636, du pilori des abbés de St Germain des Prés. Ils avaient droit de basse et de haute justice. Cette place de Paris fut inaugurée le 8 mars 1984 par le maire de l'époque, Jacques Chirac, le président de l'association Les Amitiés acadiennes, monsieur Philippe Rossillon et le père Léger Comeau, président de la Société nationale de l'Acadie. Elle constitue un lieu de passage important de Saint-Germain-des-Prés, entre les bars et les enseignes de mode.